# Monterey (Massachusetts)
Monterey és una població dels Estats Units a l'estat de Massachusetts. Segons el cens del 2000 tenia 934 habitants.

## Demografia
Segons el cens del 2000, Monterey tenia 934 habitants, 387 habitatges, i 239 famílies. La densitat de població era de 13,6 habitants/km².
Dels 387 habitatges en un 23,8% hi vivien nens de menys de 18 anys, en un 51,9% hi vivien parelles casades, en un 8% dones solteres, i en un 38% no eren unitats familiars. En el 27,9% dels habitatges hi vivien persones soles el 8,5% de les quals corresponia a persones de 65 anys o més que vivien soles. El nombre mitjà de persones vivint en cada habitatge era de 2,21 i el nombre mitjà de persones que vivien en cada família era de 2,74.
Per edats la població es repartia de la següent manera: un 17,2% tenia menys de 18 anys, un 8,6% entre 18 i 24, un 24,6% entre 25 i 44, un 33,1% de 45 a 60 i un 16,5% 65 anys o més.
L'edat mediana era de 44 anys. Per cada 100 dones de 18 o més anys hi havia 92,8 homes.
La renda mediana per habitatge era de 49.750 $ i la renda mediana per família de 59.643$. Els homes tenien una renda mediana de 37.692 $ mentre que les dones 22.656$. La renda per capita de la població era de 30.992$. Entorn del 3,4% de les famílies i el 9% de la població estaven per davall del llindar de pobresa.